# Don Pease

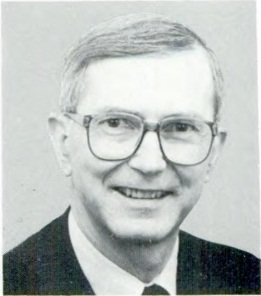
Don Pease (1991)

Donald James „Don“ Pease (* 26. September 1931 in Toledo, Ohio; † 28. Juli 2002 in Oberlin, Ohio) war ein US-amerikanischer Politiker. Zwischen 1977 und 1993 vertrat er den Bundesstaat Ohio im US-Repräsentantenhaus.

## Werdegang
Don Pease studierte bis 1953 an der Ohio University in Athens. In den Jahren 1954 und 1955 setzte er seine Ausbildung am Kings College, das zur University of Durham in England gehört, fort. Zwischen 1955 und 1957 diente er in der US Army. Anschließend arbeitete er als Journalist. Gleichzeitig schlug er als Mitglied der Demokratischen Partei eine politische Laufbahn ein. Von 1962 bis 1965 saß er im Stadtrat von Oberlin; zwischen 1965 und 1967 sowie nochmals in den Jahren 1975 bis 1977 gehörte er dem Senat von Ohio an. Dazwischen war er von 1969 bis 1975 Abgeordneter im dortigen Repräsentantenhaus.
Bei den Kongresswahlen des Jahres 1976 wurde Pease im 13. Wahlbezirk von Ohio in das US-Repräsentantenhaus in Washington, D.C. gewählt, wo er am 3. Januar 1977 die Nachfolge des Republikaners Charles Adams Mosher antrat. Nach sieben Wiederwahlen konnte er bis zum 3. Januar 1993 acht Legislaturperioden im Kongress absolvieren. Er setzte sich für die Menschenrechte in aller Welt ein und erreichte 1979 den Erlass eines Handelsembargos gegen den Staat Uganda, der damals von dem Diktator Idi Amin regiert wurde. Das Embargo trug wenige Monate später wesentlich zum Sturz Amins bei. Er setzte sich auch für die Rechte der Arbeiter ein. Im Jahr 1992 verzichtete er auf eine weitere Kandidatur.
Nach dem Ende seiner Zeit im US-Repräsentantenhaus war Don Pease Gastprofessor für Politik am Oberlin College. Fünf Jahre lang war er als Direktor im Vorstand der Amtrak. Er starb am 28. Juli 2002 in Oberlin. Er war mit Jeanne Camille Wendt verheiratet, mit der er eine 1964 geborene Tochter hatte.